# Rulyrana
Genre
Rulyrana est un genre d'amphibiens de la famille des Centrolenidae.

## Répartition
Les six espèces de ce genre se rencontrent en Colombie, en Équateur et au Pérou.

## Liste des espèces
Selon Amphibian Species of the World (16 septembre 2014) :
- Rulyrana adiazeta (Ruiz-Carranza & Lynch, 1991)
- Rulyrana flavopunctata (Lynch & Duellman, 1973)
- Rulyrana mcdiarmidi (Cisneros-Heredia, Venegas, Rada & Schulte, 2008)
- Rulyrana saxiscandens (Duellman & Schulte, 1993)
- Rulyrana spiculata (Duellman, 1976)
- Rulyrana susatamai (Ruiz-Carranza & Lynch, 1995)

## Étymologie
Le nom de ce genre est formé à partir de Ru, en l'honneur de Pedro Miguel Ruíz-Carranza, de ly, en l'honneur de John Douglas Lynch, et du mot latin rana, la grenouille.

## Publication originale
- Guayasamin, Castroviejo-Fisher, Trueb, Ayarzagüena, Rada & Vilà, 2009 : Phylogenetic systematics of Glassfrogs (Amphibia: Centrolenidae) and their sister taxon Allophryne ruthveni Zootaxa, no 2100, p. 1–97 (texte intégral).